# Euphorbia spinicapsula
Euphorbia spinicapsula là một loài thực vật có hoa trong họ Đại kích. Loài này được Rauh & Petignat mô tả khoa học đầu tiên năm 1993.